# إيتوري ميسينا
إيتوري ميسينا (بالإيطالية: Ettore Messina) مواليد 30 سبتمبر 1959 في قطانية، هو مدرب كرة سلة إيطالي ولاعب معتزل. وهو مدرب مساعد لفريق سان أنطونيو سبرز في الرابطة الوطنية لكرة السلة. حقق المركز الثاني في بطولة أمم أوروبا لكرة السلة 1997.
حصل على لقب أفضل مدرب في الدوري الإيطالي ثلاث مرات، في أعوام 1998 و2001 و2005. كما حصل على لقب أفضل مدرب في الدوري الأوروبي مرتين، في عامي 2006 و2008. وقد تم إدخاله إلى قاعة مشاهير كرة السلة الإيطالية في عام 2008، وقاعة مشاهير الدوري الروسي VTB يونايتد، في عام 2019. عمل ميسينا أيضًا في السابق مع فريق سان أنطونيو سبيرز، كمدرب مساعد لجريج بوبوفيتش، من 2014 إلى 2019.

## روابط خارجية
- إيتوري ميسينا على موقع سبورتس رفرنس (الإنجليزية)
- إيتوري ميسينا على موقع الدوري الإسباني لكرة السلة (الإسبانية)